# Buchanan (Liberia)
Buchanan ist die drittgrößte Stadt der westafrikanischen Republik Liberia. Die vor dem Bürgerkrieg als Ausfuhrhafen für den Eisenerz-Export bekannte Hafenstadt befindet sich etwa 70 Kilometer südöstlich der Hauptstadt Monrovia an der Waterhouse Bay, einem markanten Abschnitt der liberianischen Atlantikküste. Buchanan ist die Hauptstadt des Grand Bassa County.

## Geschichte
Die Stadt Buchanan ist benannt nach Thomas Buchanan, einem bedeutenden Gouverneur der American Colonization Society. Die heutige Stadt entwickelte sich an der sogenannten Kru-Küste zunächst aus Ansiedlungen, die 1832 von freien, meist afroamerikanischen Siedlern aus den Vereinigten Staaten und aus der Karibik als Keimzelle einer geplanten Kolonie gegründet wurden. Im Juni 1835 wurde die benachbarte Kolonie Port Cresson von Aufständischen aus dem Volk der Grebo, die neben den Kru diesen Landstrich seit Jahrhunderten bewohnten, überfallen und ausgelöscht, die überlebenden Siedler flohen nach Buchanan. Auch eine Gruppe aus Pennsylvania stammender afroamerikanischer Quäker wagte zu diesem Zeitpunkt eine Kolonie-Gründung, die sie Bassa Cove nannten. Als auch diese Siedler zum Ziel von Überfällen wurden, beschlossen alle den Beitritt zur Hauptkolonie Liberia am 1. April 1839.
Die Stadt Buchanan ist der Geburtsort von Daniel Edward Howard, dem 16. liberianischen Präsidenten (1912 bis 1920). Weiterhin wurde der Fußballspieler Samuel Wowoah (* 1976) in Buchanan geboren.
Buchanan wurde als Handels- und Verwaltungsort ausgebaut. Der Fischereihafen diente auch, um im Hinterland produzierte Waren – überwiegend Ölpalmprodukte und Kaffee – nach Europa und in die USA zu verschiffen.